# Centrale Congolese laaglandbossen
De Centrale Congolese laaglandbossen zijn een ecoregio ten zuiden van de Kongo in Congo-Kinshasa. Het is een van de vijf ecoregio's binnen de Congolese regenwouden.

## Ligging
De ecoregio is een afgelegen en vrijwel ondoordringbaar gebied in het Kongobekken, met dichte regenwouden en moerassen. Het gebied wordt doorkruist door een groot aantal rivieren, waardoor veel dieren zich moeilijk kunnen verplaatsen. In het noorden, oosten en westen wordt het gebied begrensd door de Kongo. Ten zuiden van de regio ligt een mengeling van regenwouden en savannes.

## Fauna
De regio is weinig onderzocht door zoölogen. Het is bekend dat er bosolifanten, antilopen en diverse primaten leven, waaronder de bonobo (Pan paniscus), brazzameerkat (Cercopithecus neglectus), kuifmangabey (Lophocebus aterrimus) en westelijke laaglandgorilla (Gorilla gorilla gorilla). Er is slechts één strikt endemisch zoogdier bekend, namelijk de dryasmeerkat (Cercopithecus dryas). Bijna endemische zoogdieren zijn onder andere de angolakoesimanse (Crossarchus ansorgei), goudbuikmangabey (Cercocebus chrysogaster), moerasmeerkat (Allenopithecus nigroviridis), Wolfs meerkat (Cercopithecus wolfi) en Procolobus tholloni. Informatie over andere diersoorten dan primaten is zeer beperkt.

## Bedreiging en bescherming
Het moeilijk doordringbare gebied wordt weinig verstoord door menselijke activiteiten en is daardoor grotendeels ongerept. De menselijke bewoning beperkt zich tot kleine nederzettingen langs de vele rivieren, zoals Ikela. Zij jagen en vissen op kleine schaal om in hun levensbehoeften te voorzien. Het gebied wordt echter bezocht door stropers.
Het nationaal park Salonga is een groot beschermd reservaat in de ecoregio. Met een oppervlakte van 36.000 vierkante kilometer is het park het grootste natuurreservaat in het Afrikaans tropisch regenwoud. Het is bovendien een van de grootste nationale parken ter wereld.